# Parafia św. Marii w Beaudesert
Parafia św. Marii w Beaudesert – parafia rzymskokatolicka, należąca do archidiecezji Brisbane.
Przy parafii funkcjonuje katolicka szkoła podstawowa, której patronuje św. Maria.